# Орбитрон
Орбитрон (енгл. Orbitron) једна је од атракција Дизниленда, забавног парка компаније Дизни. Атракција се налази у Дизниленду Хонг Конг, америчким дизни парковима и у Дизниленд Паризу. Изграђена је у облику удаљених планета у Свемиру око којих се врте ракете. Свака атракција има по 12 ракета у којима могу и до стати три особе.

## Атракције

### Дизниленд Париз
- назив: Орбитрон: Летеће машине (фр. Orbitron: Machines volantes)[2]
- датум: 12. април 1992.
- број ракета: 12
- висина: 8 метара
- време летања: 1м 30 секунди

### Магично краљевство
- назив: Астро Орбтер (енгл. Astro Orbiter)[3]
- датум: 29. април 1994.
- број ракета: 12
- висина: 8 метара
- време летања: 1 мин. 30 секунди

### Дизниленд Хонг Конг
- назив: Орбитрон
- датум: 12. септембар 2005.
- број ракета: 12
- висина: 8 метара
- време летања: 1 мин. 30 секунди

### Дизниленд Шангај
- назив: Џет Пак (енгл. Jet Packs)[4]
- датум: 16. јун 2016.
- број ракета: 12
- висина: 8 метара
- време летања: 1 мин. 30 секунди